# Observatorio astronómico del Montsec
El Observatorio del Montsec (OdM) es un observatorio astronómico situado en la Sierra del Montsec, en el término municipal de San Esteban de la Sarga (Pallars Jussá), provincia de Lérida. Fue inaugurado el 24 de octubre de 2010.
Forma parte del proyecto Montsec Sostenible. Este es un proyecto global para el desarrollo sostenible de la Sierra del Montsec, e incluye también el Centro de Observación del Universo. El observatorio tiene por objetivo la investigación astronómica, mientras que el centro de observación pretende generar un espacio de interacción entre los campos de la investigación, la educación y la divulgación.
El observatorio está a 1568,5 m s. n. m. en el Montsec d'Alsamora, una de las partes en las que se divide el Montsec d'Ares, en la Sierra de la Corona, al este de la cima de la Corona, del Canal de Massierol y del Graller d'Alsamora.
Actualmente dispone del telescopio más grande y avanzado de Cataluña, bautizado con el nombre de Joan Oró en honor del bioquímico leridano. Dicho telescopio se sustenta sobre una montura ecuatorial de tipo horquilla: el espejo primario es hiperbólico de 80 cm de diámetro y una relación focal F/3. El espejo secundario también es hiperbólico. La calidad de la superficie del espejo primario es superior a 1/16 de la longitud de onda en la zona del visible (633 nm), es de tipo Ritchey-Chrétien con relación focal F/9.6. El control de dicho telescopio está totalmente automatizado.
Otro instrumento instalado en el Observatorio del Montsec es el telescopio Baker-Nunn, proyecto liderado por el Observatorio Fabra-Real Academia de Ciencias y Artes de Barcelona y el Real Instituto y Observatorio de la Armada de San Fernando (Cádiz), con la participación de la Universidad de Barcelona. Dicho telescopio fue inaugurado el 16 de septiembre de 2010 por el Consejero de Universidad e Innovación de la Generalidad de Cataluña, señor Josep Huguet. Tiene la particularidad única de poseer un campo de visión de 4.4ºx4.4º con una focal F/1. Dichos parámetros lo convierten en un instrumento óptimo para la búsqueda de objetos en el sistema solar, tales como asteroides, cometas, transneptunianos u objetos en el cinturón de Kuiper; así como para la monitorización de satélites artificiales o basura espacial. La montura es de tipo ecuatorial y el control completamente automático.
Otro instrumento en el observatorio es "la cámara CCD de todo el cielo" que permite un seguimiento continuo de eventos astronómicos no esperados como novas, supernovas, cometas, GRBs, etc.
El OdM es el tercer observatorio profesional en la Comunidad Autónoma de Cataluña tras el Observatorio Fabra (inaugurado en 1904) y el Observatorio del Ebro (1905).
Actualmente, el telescopio lleva el nombre de la primera mujer astrónoma del mundo universitario español: Assumpció Català i Poch (Barcelona 1925-2009) que ejerció su profesión en este observatorio.